# Tuerie de Valensole
La tuerie de Valensole ou Affaire de Valensole est un quintuple assassinat qui s'est déroulé le  dimanche 2 décembre 1928 dans une ferme dénommée « Ferme des Courrelys », à proximité du bourg de Valensole dans les Basses-Alpes (actuellement Alpes-de-Haute-Provence).
Il s'agit du meurtre de cinq personnes, Adrien et Antonia Richaud, agriculteurs et gérants d’un domaine agricole, leurs enfants Clément et Roger (3 et 11 ans) ainsi que leur domestique Auguste Amaudric, sauvagement assassiné dans la ferme du domaine. Les adultes ont été tués par arme à feu et les enfant, à coups de pieds de chaise et de brique chauffante prise dans la cheminée.

## Les faits
Dans la soirée du dimanche 2 décembre 1928, peu après l’heure du repas, Alexandre Ughetto, âgé de 18 ans, se rend à la ferme des Courrelys, à Valensole. Il sera rejoint très peu de temps après par son ami Mucha Witkowski, âgé de 16 ans. Alexandre Ughetto tue tout d'abord M. Richaud, gérant de la ferme, à l'extérieur de celle-ci. Les deux jeunes vont ensuite pénétrer dans la ferme et abattre successivement Mme Richaud, puis le domestique Auguste Amaudric avant de battre à mort avec des pieds de chaises, les enfants du couple Richaud. Ils recherchent ensuite de l'argent, motif du vol, puis ils s'enfuient du lieu de leurs crimes, laissant les corps des victimes sur place.

### Découverte de la scène de crime
Selon le journal Le Petit Provençal du 7 décembre 1928, le corps de la première victime, Monsieur Michaud est découvert quatre jours plus tard, le matin du 6 décembre 1928 par le jeune Armand Mégy, demeurant dans la ferme la plus proche et ami du jeune Clément. Celui-ci, effrayé, alertera le voisinage puis la gendarmerie locale. Les militaires, accompagnés du maire, du Dr Gaillard, médecin du village et d'un juge de paix, se rendent sur les lieux et découvrent les corps des autres victimes en pénétrant dans la ferme.

### Liste des victimes
Les cinq victimes demeuraient dans la ferme des Courrelys à Valensole, au moment des faits :
- Adrien Richaud (46 ans), agriculteur gérant et demeurant dans la ferme des Courrelys;
- Antonia Richaud (41 ans), née Sisteron, agricultrice, son épouse;
- Clément Richaud (11 ans), leur fils ainé;
- Roger Richaud (3 ans), leur dernier fils;
- Auguste Amaudric (51 ans), employé de la ferme.

### Lieu du crime
Selon Joris Delavenne, alias McSkyz, auteur d'un ouvrage sur des affaires criminelles sordides, la Ferme des Courrelys est positionnée en hauteur, non loin du bourg de Valensole une commune de la Haute-Provence, située non loin de Manosque. C'est un secteur rural, cultivé et entouré d'autres domaines agricoles avec leurs fermes.

## Enquête
Les deux assassins s'enfuient sans laisser de traces mais l'enquête de gendarmerie avance rapidement car ces deux personnes, très jeunes et étrangères à la région, sont rapidement repérées, notamment en raison du vol et de l'usage de la bicyclette du domestique sur lequel ils ont laissé la plaque d'identification du propriétaire. Leur cavale durera trois jours et elle se terminera dans le quartier de Trescol de la ville d'Alès, dans le Gard, où ils s’étaient fait embaucher dans une mine.
Sous la direction du commissaire Guibbal, responsable de la 9e brigade mobile de Marseille, assisté de l'inspecteur Robert Sébeille l'enquête est rapidement menée afin de retrouver ceux que le magazine Détective, dénommait « Les bouchers de Valensole ».

## Procès et sentence

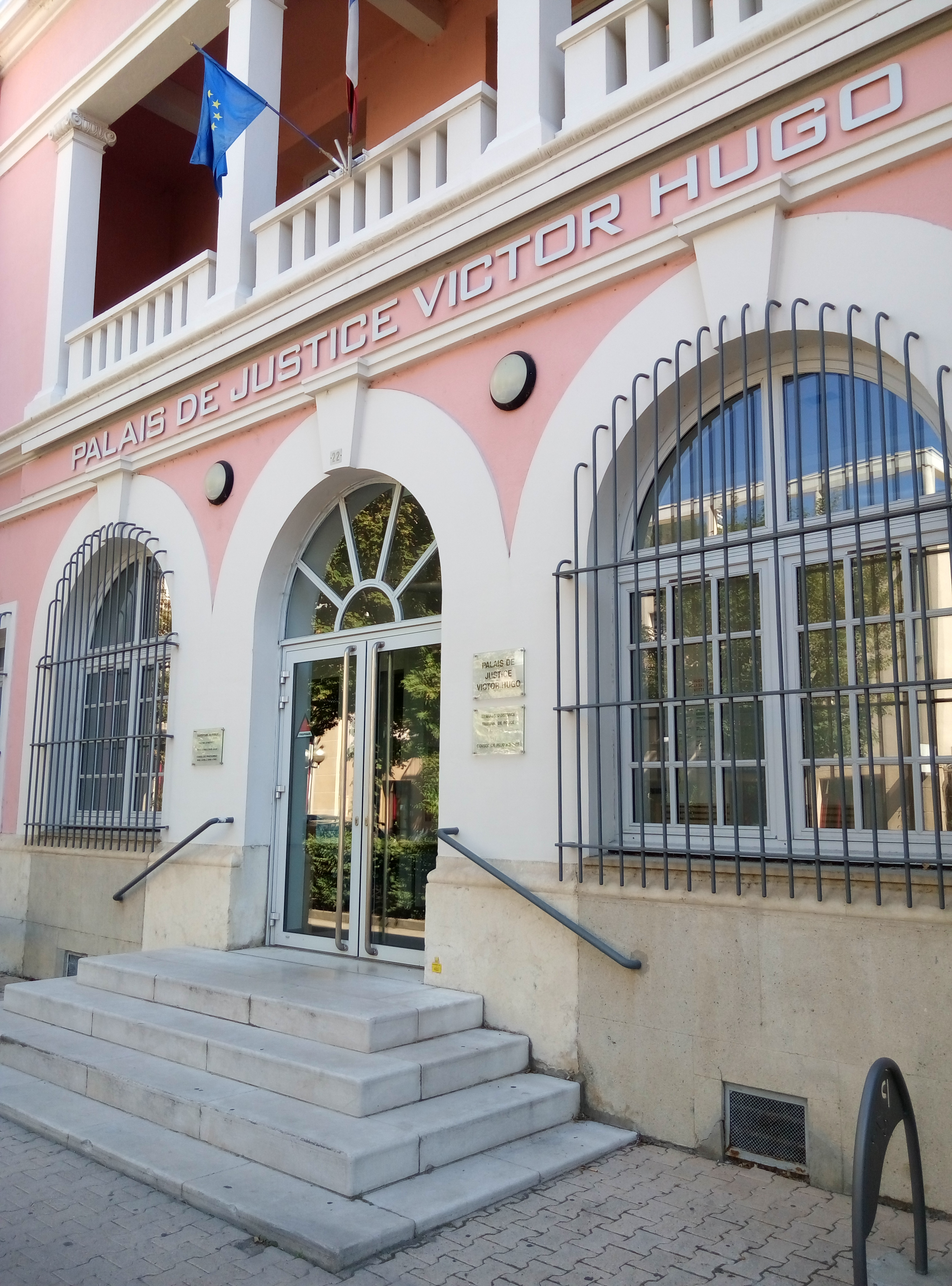
Palais de justice de Digne-les-Bains

Le procès qui débute le 16 septembre 1929 à la Cour d'assises des Basses Alpes, installée au tribunal de Digne-les-Bains durera deux jours. 
Celui-ci sera dirigé par le Président Guérin.

Alexandre Ughetto, n’a pas atteint l'âge de la majorité mais il a tout de même l’âge minimum pour être jugé comme un adulte. Il est condamné à mort par la cour d'assises et guillotiné en janvier 1930. Lors de l'audience, son père, entendu comme témoin à la barre, a déclaré:
«  Messieurs les jurés, faites votre devoir. Je réclame la peine de mort pour mon fils. »
Joseph Mucha  dit « Witkowski », 16 ans jugé en tant qu'enfant, certainement sous l'influence de son aîné, n'a écopé de vingt ans de détention et dix ans d’interdiction de séjour sur le territoire. Ce fait divers a longtemps perduré dans la mémoire collective et Valensole fut surnommé «  Le pays du crime ».
Un article paru, dans Police Magazine le 1er août 1937, indique qu'Alexandre Ughetto fut la personne la plus jeune à avoir été guillotinée en France, ce qui restera vrai jusqu'en 1939 avec l'exécution d'André Vitel en 1939. L'article insiste également sur l'origine étrangère des deux criminels.

## Dans la culture populaire

### Le «pentagone de la folie»

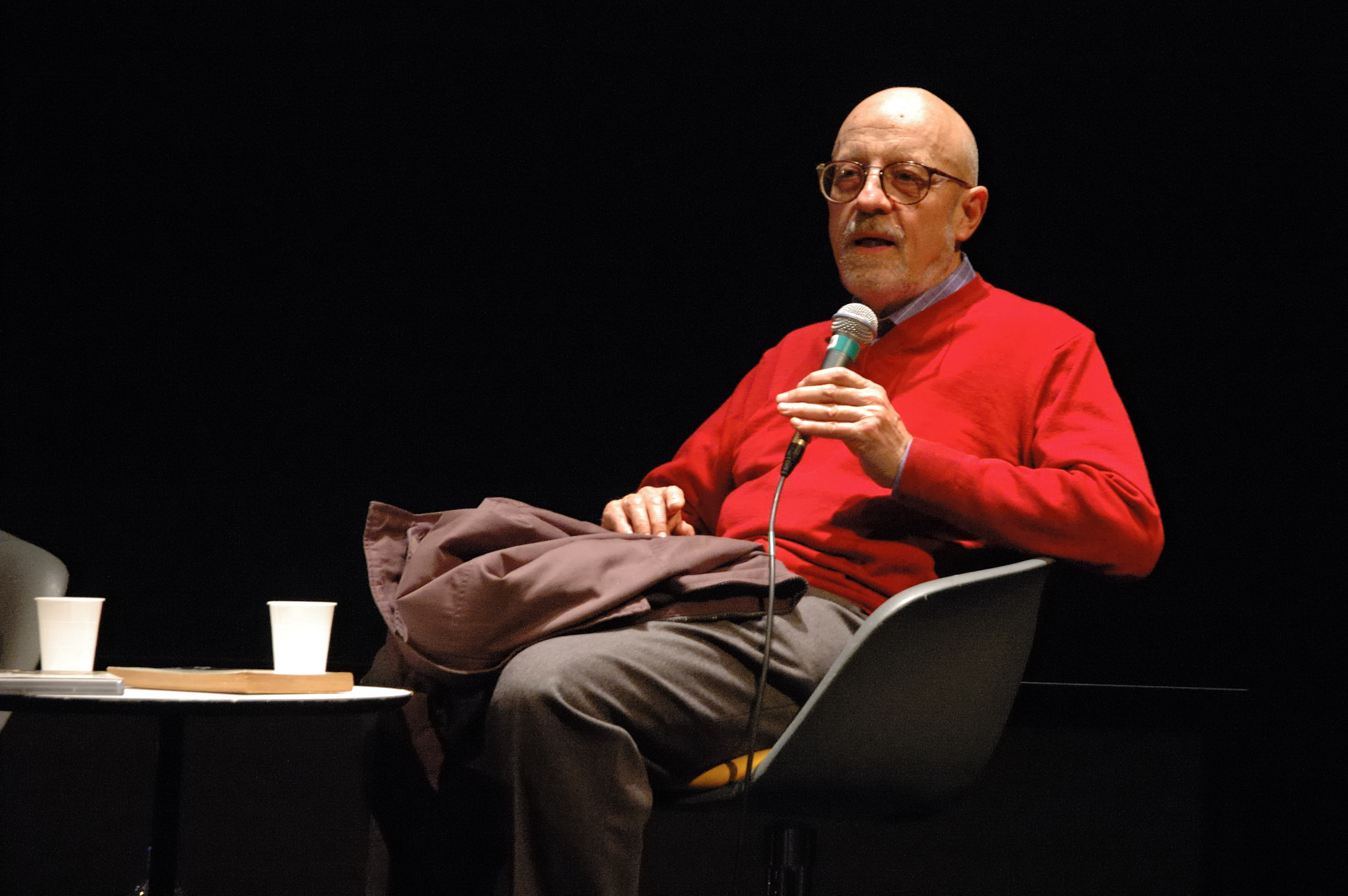
Le cinéaste Luc Moullet

Selon Marie-noël Paschal, auteur d'un ouvrage sur les grandes affaires criminelles dans les Alpes de Haute-Provence, le cinéaste Luc Moullet évoque, avec une certaine dérision, l'existence d'un « pentagone de la folie » qui couvrirait une grande partie du département et qui engloberait notamment les villes de Sisteron, Manosque (proche de Valensole) et de Castellane, un secteur où les habitants seraient, plus facilement qu'ailleurs, en proie à des « pulsions meurtrières ». Sur ce sujet, Luc Moulet a réalisé un  documentaire dont le titre est La Terre de la folie, sorti en 2010 et qui a été sélectionné à la Quinzaine des réalisateurs. Malgré ces affirmations que le réalisateur finit par reconnaitre assez extravagantes à la fin de son film, les statistiques indiquent que cette région n'est pas particulièrement criminogène.

### Radio
- Hondelatte raconte, La tuerie de Valensole sur Europe 1, émission diffusée le 16 juin 2022[13], et rediffusée le 30 juin 2025[14].

### Télévision
- Des crimes presque parfaits, saison 11 Épisode 1: La tuerie de Valensole, drame au pays de la lavande, diffusée en 2022 sur Planète+ Crime.

#### Romans
- Édouard Brasey ; La Ferme aux maléfices, Paris, Éditions De Borée, 2018, 496 p.  (ISBN 978-2-8129231-8-0), récit de fiction évoquant l'affaire.  (ISBN 9782812923180)

#### Documentaires
- Marcel Montarron ; L'histoire vraie des brigades mobiles, éditions Robert Laffont, 1976 : chapitre 10, "Mobilard de père en fils"  (ISBN 9782221204412)
- Jean Teyssier ; Affaires criminelles en Haute-Provence : du crime de Valensole à l'affaire Dominici , éditons Cheminements, La Motte d'Aigues - 1993  (ISBN 978-2-9097-5710-0)
- Marie-Noël Paschal ; Les grandes affaires criminelles des Alpes-de-Haute-Provence, 337 pages, éditions de Borée, 2013  (ISBN 978-2-8129-0248-2)
- Marie-Noël Paschal ; Un siècle de faits divers dans les Alpes-de-Haute-Provence, éditions de Borée, 2016  (ISBN 978-2-8129-1039-5)
- Joris Lavarenne (McSkyz) ; Tremblez ! 10 histoires criminelles  vraies et flippantes, éditions Hachette Livres, juillet 2022 : chapitre 1 : « La Tuerie de Valensole ».